# Square Gerbert - Blomet
Le square Gerbert - Blomet est un square du 15e arrondissement de Paris.

## Situation et accès
On accède au square par le 113, rue Blomet, derrière l’église Saint-Lambert de Vaugirard.
Le site est desservi par la ligne 12 à la station de métro Vaugirard.

## Origine du nom
Le square a été nommé en hommage à Gerbert d’Aurillac (938-1003), pape connu sous le nom de Sylvestre II .

## Activités
- Jeux pour enfants